# Geografía de Asturias

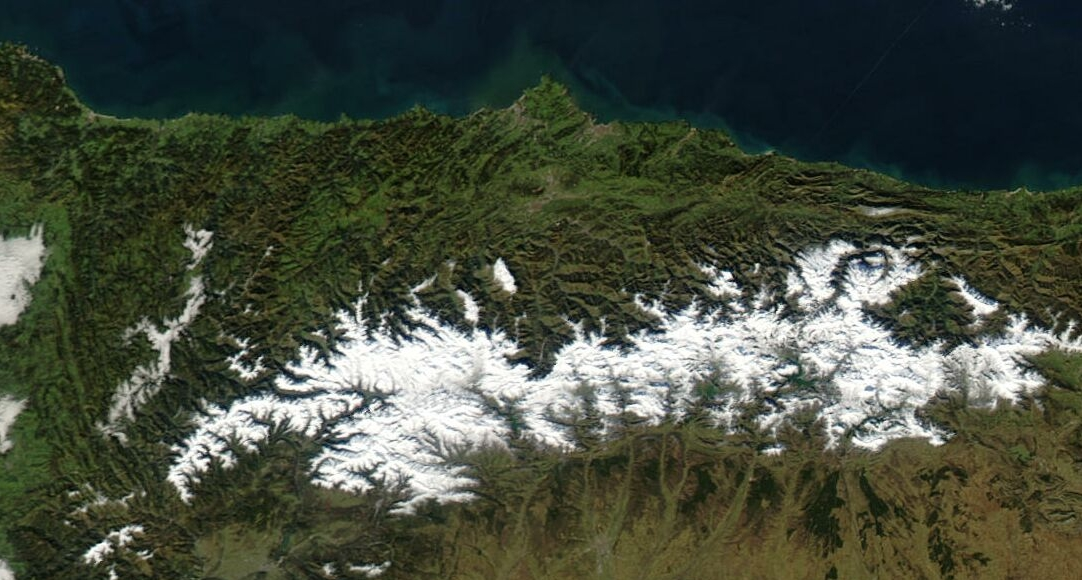
Fotografía satelital de Asturias, se aprecia la cordillera Cantábrica totalmente nevada.

La geografía del Principado de Asturias, región al norte de la península ibérica en Europa occidental, está caracterizada por un presentar un relieve agreste, marcado principalmente por la cordillera Cantábrica, frontera natural de la región con la Meseta. Tiene una extensión total de 10.603,57 km².

## Geografía política

División municipal de Asturias.

Asturias está dividida administrativamente en 78 concejos o municipios. Por debajo del concejo está la figura de la parroquia, que no tiene que coincidir necesariamente con la eclesiástica. Esta figura no ha sido desarrollada legalmente en todos los concejos, aún aunque oficiosamente se emplea en todos. Por encima de los concejos el Estatuto de Autonomía contempla la posibilidad de crear comarcas, aunque todavía no se ha formado ninguna. En cambio, sí hay mancomunidades, que consisten en la agrupación de un número de concejos con un fin común. Los principales núcleos de población son los que conforman la famosa "ciudad astur" (Oviedo-Gijón-Avilés), también denominada "triángulo astur". Existe otra aglomeración de municipios en el centro de la región conocida como el "ocho astur", formado por las tres ciudades anteriores y los concejos de Langreo y Mieres. Su nombre está relacionado con la forma del territorio que delimitan en conjunto, la cual se asemeja al número "8". Oviedo, Gijón, Avilés y Siero son los únicos municipios que superan los 50.000 habitantes, seguidos a cierta distancia por Langreo y Mieres, con algo menos de 40.000 residentes cada uno. No hay que olvidar otros municipios situados en las alas de la región que han tenido y tienen un papel muy importante como centralizadores de servicios de su área, especialmente Cangas del Narcea, Luarca,  Navia y Arriondas. Todas ellas, principalmente la primera, actúan como pequeñas ciudades dominantes de un amplio territorio.

## Flora y fauna
Asturias se encuentra en la denominada España verde. Se encuentran principalmente dos tipos de vegetación: Por un lado, son frecuentes los robles, hayas, tejos... Por otro, en zonas de montaña, se pueden encontrar encinas, castaños...

## Relieve
Asturias es una región montañosa caracterizada por la situación, al sur, de la cordillera Cantábrica. La Cordillera, que separa la región de la Meseta, recorre la región de este a oeste en un tramo de cerca de 200 km en línea recta, con altitudes que van desde algo más de los 1000 m en el este, hasta los 2600 m de los Picos de Europa. Desde el punto de vista del relieve se pueden distinguir las siguientes unidades:

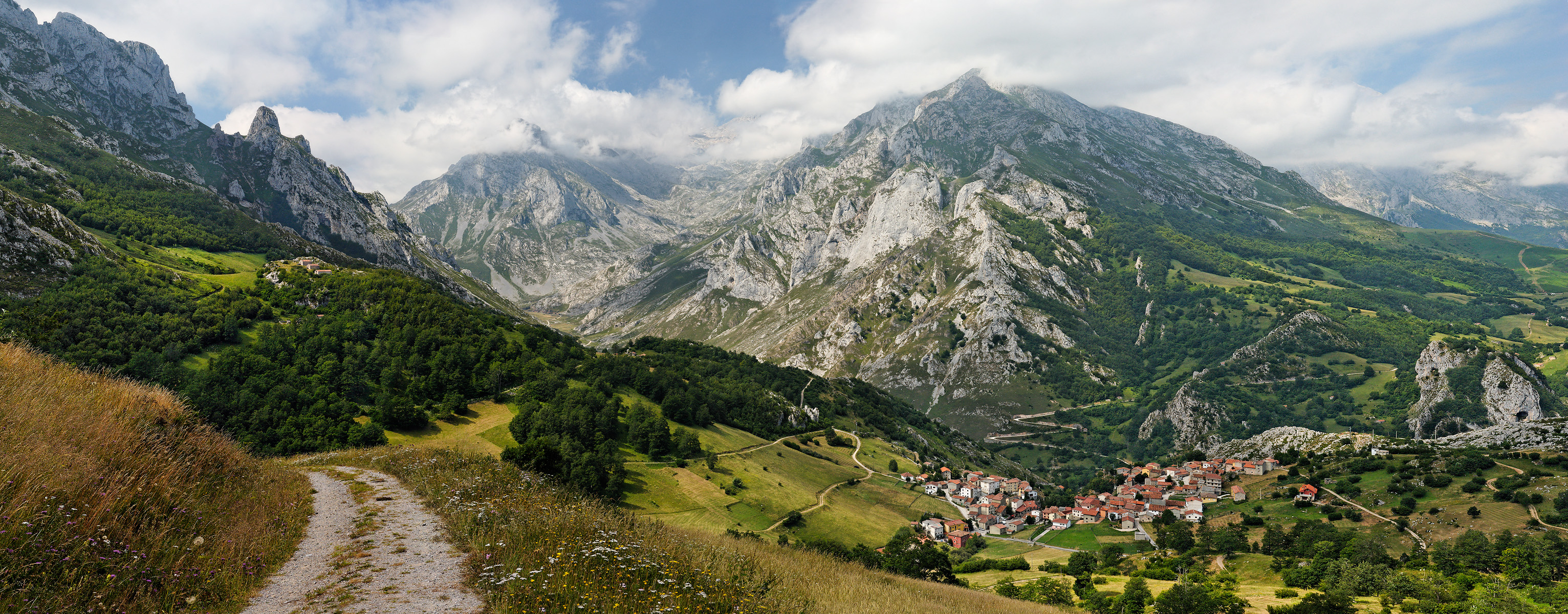
Macizo central de los Picos de Europa desde Sotres, Cabrales.

### A. La cordillera Cantábrica
Constituida por las siguientes secciones, de este a oeste:
- Sierra del Mingatón
- Sierra del Rañadoiro
- Sierra de Casomera
- Macizo de Ubiña
- Sierra de las Fuentes de Invierno
- Sierra de Mongayo
- Sierra de Beza
- Picos de Europa, ya en el límite oriental, el gran macizo del norte de España que se extiende por Cantabria y Castilla y León con más de 200 cumbres que alcanzan los 2000 m;

### B. Las sierras interiores

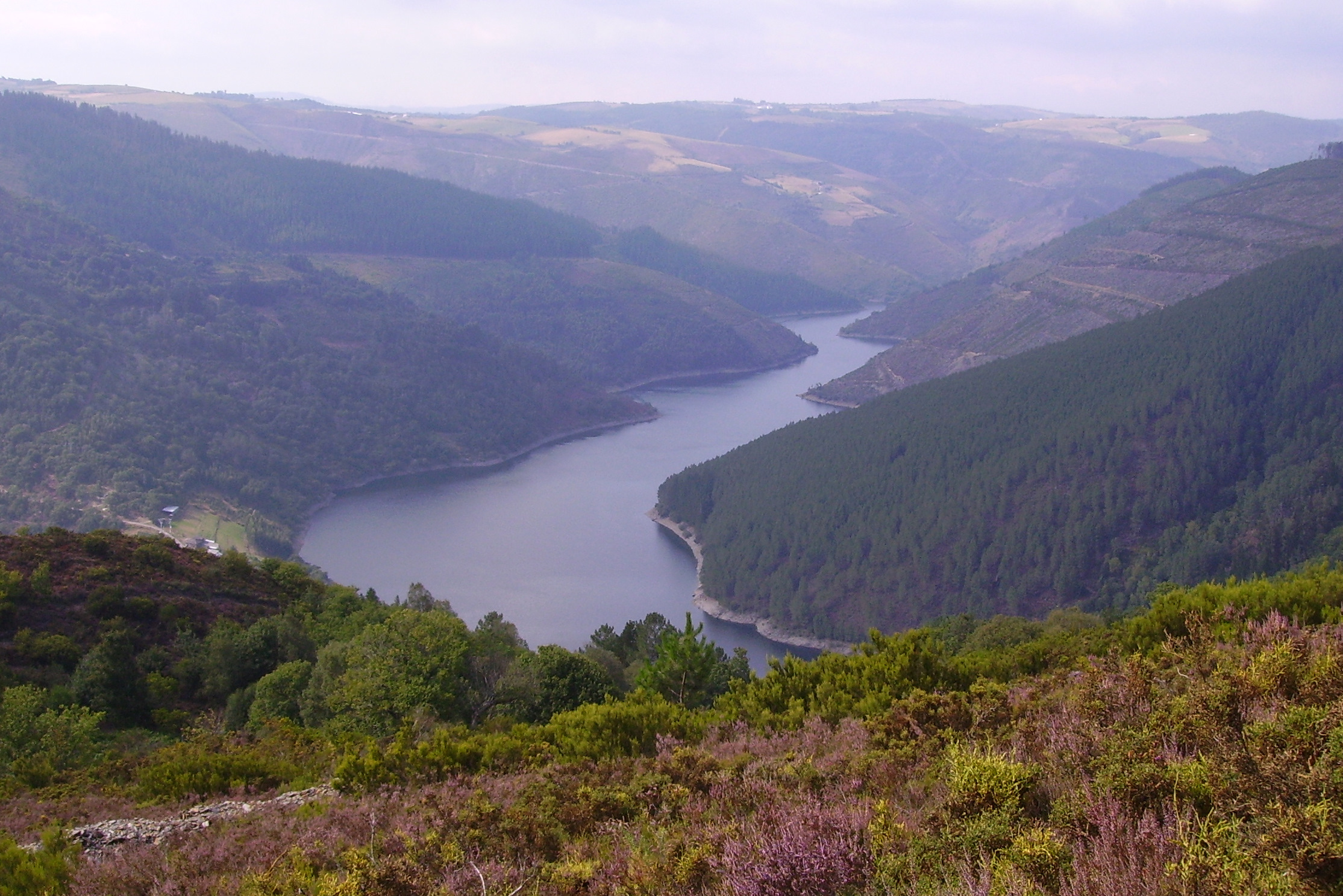
El río Navia marcando la frontera asturiano-gallega en el municipio de Negueira de Muñiz

Las sierras interiores se tratan de estribaciones de la cordillera Cantábrica que se adentran en la región.

#### Occidente
En dirección casi perpendicular sur-norte, limitando valles por los que corren los principales ríos:
- Sierra de Muniellos
- Sierras de Carondio y Valledor, separando el valle del río Navia del valle del río Esva.

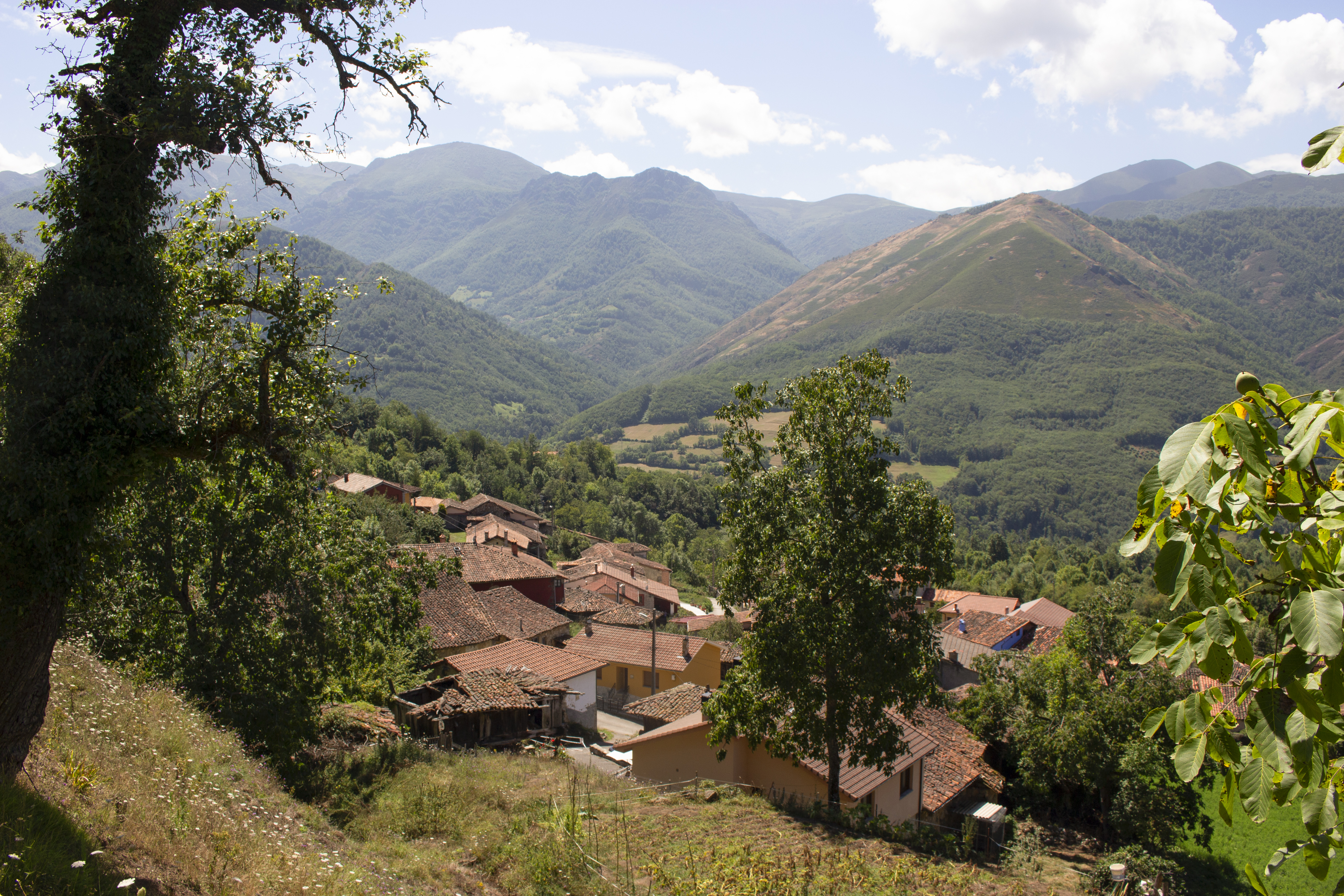
Según vamos yendo de este a oeste, las formas del relieve son más abruptas. Valle de Teverga.

- Sierra de la Serrantina

#### Centro
Limitando los principales valles de la región:
- Sierra de la Mesa
- Sierra de la Sobia, separando el valle de Teverga del de río Trubia
- Cordal de Lena y sierra del Aramo
- Cordal de los Llanos de Somerón
- Cordal de Carrocedo
- Cordal de Murias y Santibáñez

#### Oriente

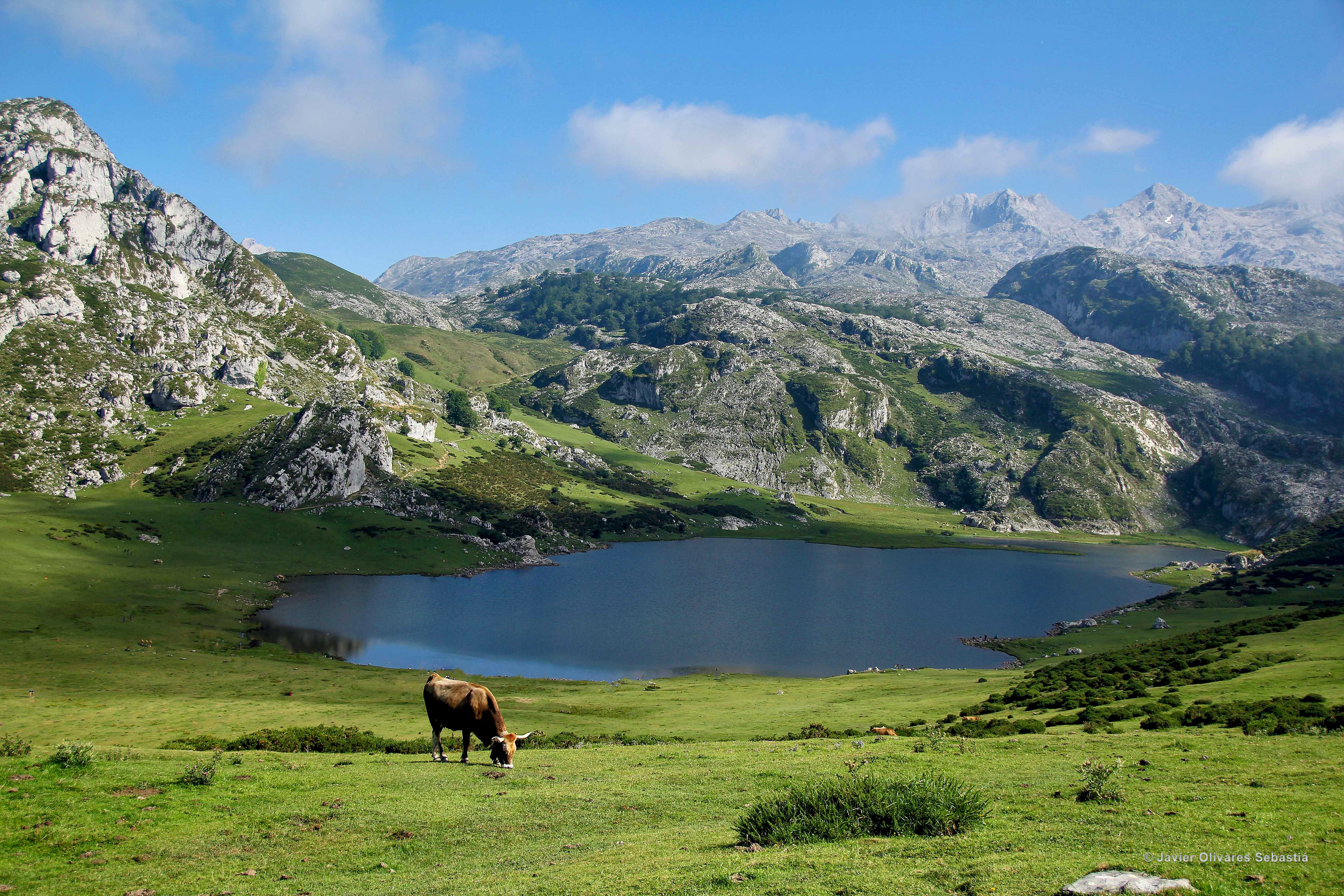
Lagos de Covadonga.

En la parte oriental, en dirección más inclinada:
- Cordal de Ponga
- Sierra de Amieva
- Sierra de Covadonga
- Sierra de Covalierda

### C. Las sierras prelitorales y litorales

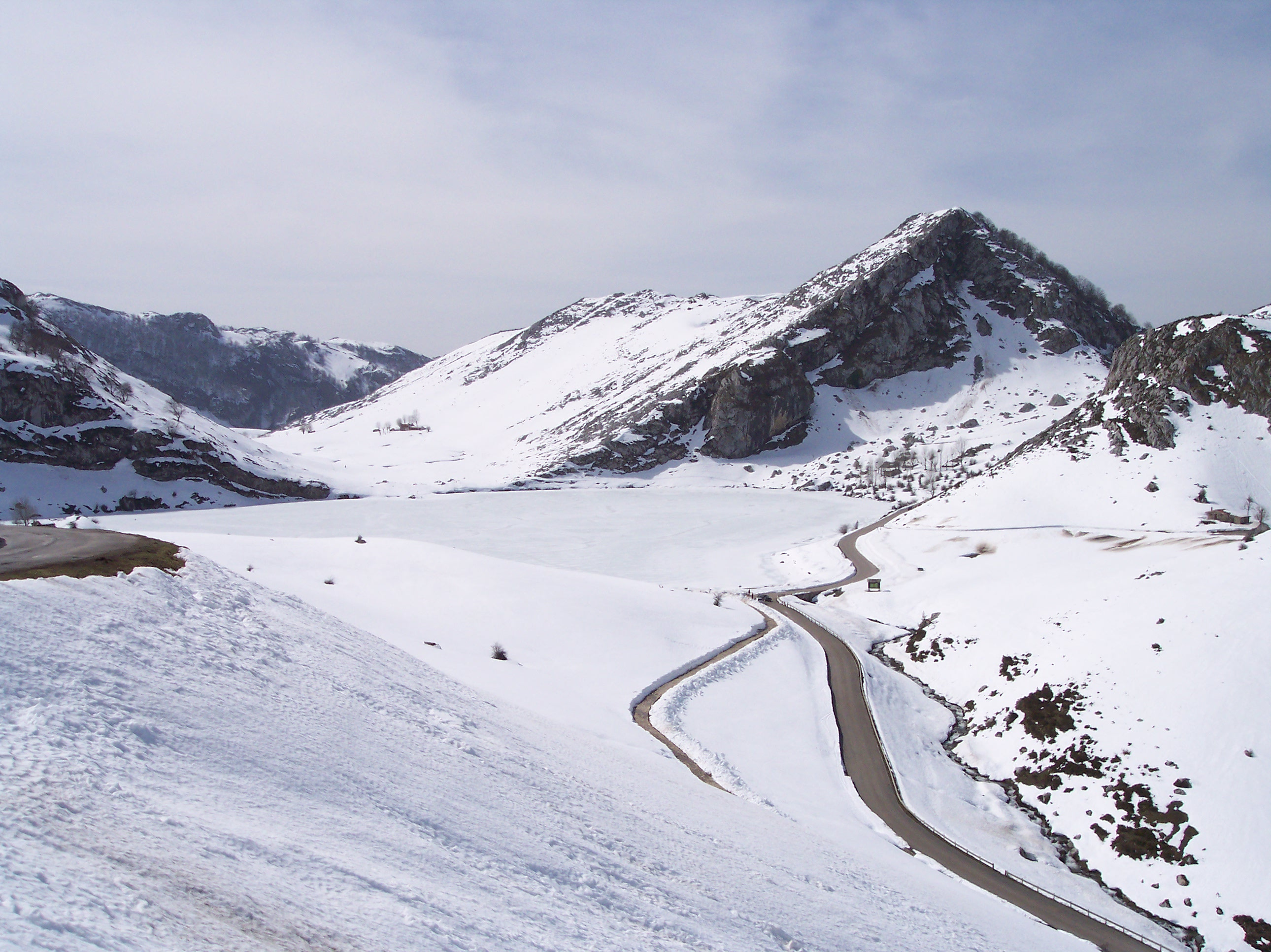
El Lago Enol helado y cubierto de nieve, Cangas de Onís. Parque Nacional Picos de Europa.

- Sierra de Ques
- Sierra del Sueve
- Sierra del Cuera

## Clima
El clima general en Asturias es oceánico, con precipitaciones abundantes repartidas a lo largo del año y temperaturas suaves tanto en invierno como en verano. Debido a lo abrupto de la geografía asturiana hay infinidad de microclimas, aunque podríamos distinguir tres microclimas principales en el Principado: oceánico lluvioso, oceánico interior y de montaña. En Asturias existen dos zonas climáticas:
- Franja climática del litoral, muy influida por el mar
- Franja climática en el suroeste del Principado, con un clima más continentalizado; La franja central que, aunque oceánico, no está tan influenciada por el mar como la litoral y el clima de montaña en todas las regiones de la Cordillera Cantábrica, con importantes nevadas, que en cotas no muy altas, pueden comenzar en octubre y prorrogarse hasta mayo, aunque no es raro ver algún copo en cotas superiores a los 2000 metros en los meses de verano.

## Hidrografía

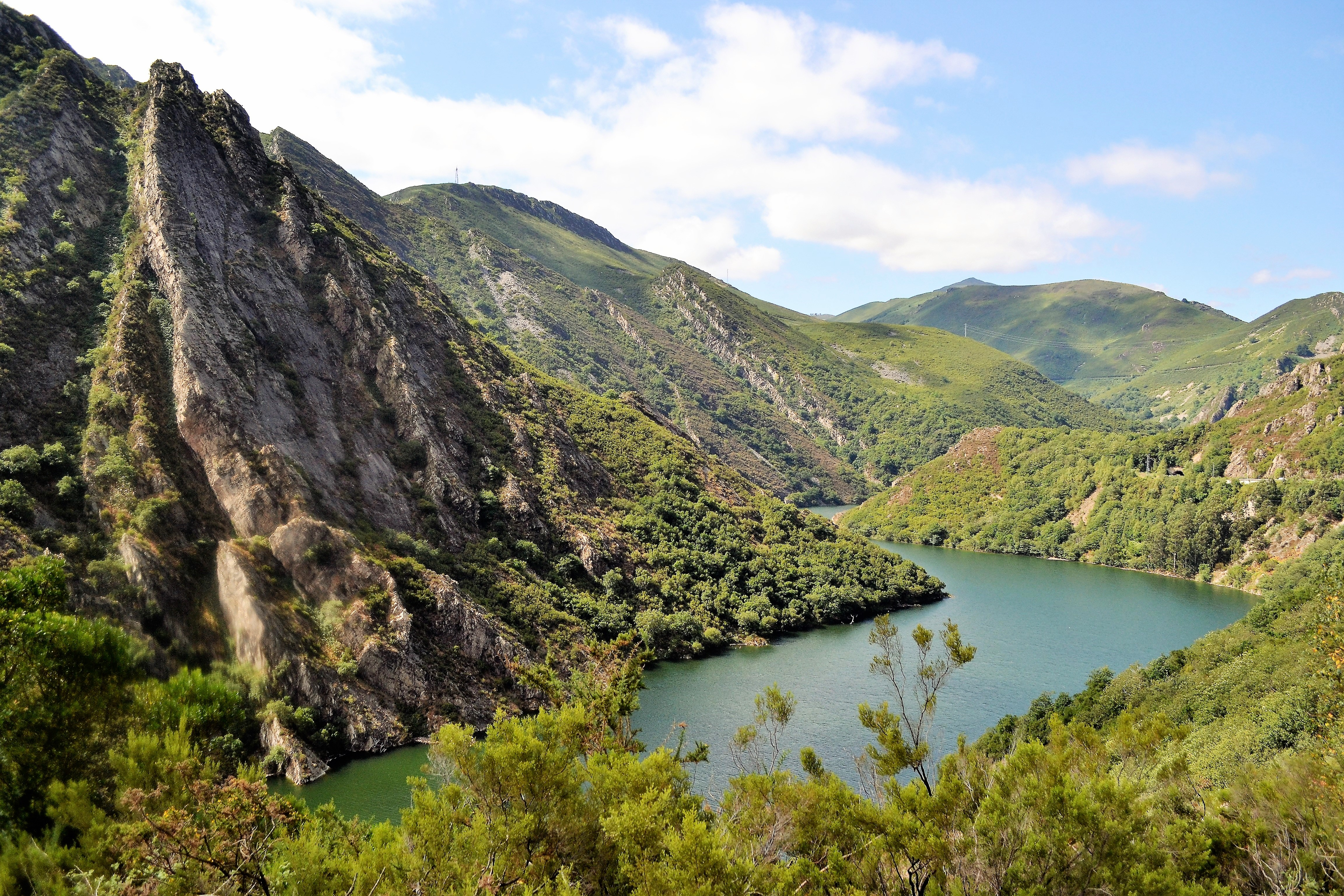
El río Narcea en Calabazos, Tineo.

Los ríos asturianos son cortos y muy caudalosos. Están encajados en profundos valles que se abren paso hacia el mar Cantábrico de sur a norte. Esta peculiaridad permite que muchos sean aprovechados para la generación de energía hidroeléctrica. Existen 8 cuencas hidrográficas de gran tamaño, la más grande la del Narcea. Los ríos principales son: Sella, Nalón, Narcea y Navia.
Hay algunos lagos de pequeño tamaño, destacan los lagos de Covadonga y los de Somiedo.

## Paisaje marino

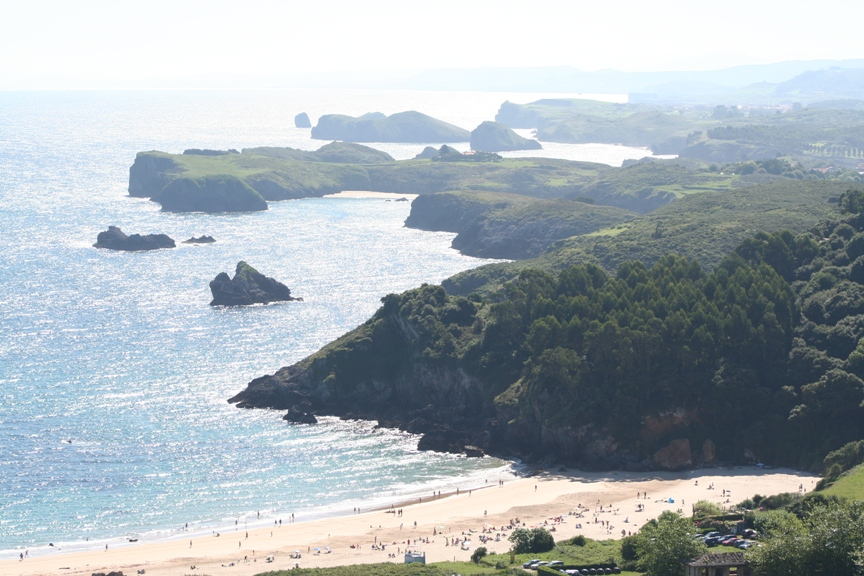
Playas y acantilados en Llanes.

Asturias cuenta con 375 km de litoral, conocido como la Costa Verde, que abarca las provincias marítimas de Avilés y de Gijón. En él se hallan más de 200 playas de diversos tamaños y materiales. El principal accidente costero es el cabo de Peñas, que divide a la provincia en dos mitades similares.